# Heðin Brú

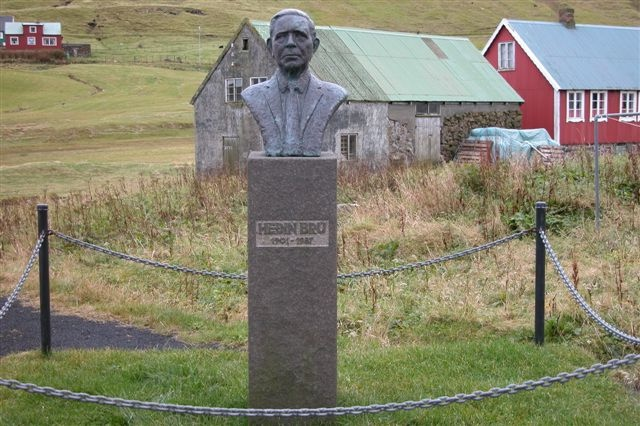
Heðin Brú mellszobra Skálavíkban

Heðin Brú (írói név, hivatalos nevén Hans Jacob Jacobsen) (Skálavík, 1901. augusztus 17. – Tórshavn, 1987. május 18.) feröeri író és műfordító. Generációjának legjelentősebb írójaként tartják számon. Feðgar á ferð (Az öregember és fiai) című regényét a feröeriek a 20. század könyvének választották.

## Élete
Honfitársai nagy részéhez hasonlóan ő is halászattal kezdett foglalkozni. Két év után Dániába ment, és a koppenhágai állatorvosi és mezőgazdasági főiskolán tanult. Miután végzett, visszatért Feröerre, ahol mezőgazdasági tanácsadóként dolgozott. Munkája révén bejárta az egész országot, és a vidéki emberek, akikkel kapcsolatba került, nagy befolyással voltak írói munkásságára.
Első regénye, az 1930-ban megjelent Lognbrá egy fiatalember életéről szól, aki egy kis faluban nő fel Feröeren. Folytatása 1935-ben jelent meg. A két regényt együtt adták ki dán nyelven 1946-ban, Høgni címen. Leghíresebb műve, a Feðgar á ferð 1940-ben jelent meg feröeri nyelven, 1962-ben dánul, 1966-ban németül és 1970-ben angolul. Ez volt az első regény, amit feröeriről angolra fordítottak. Egy vidéki társadalom modern halásznemzetté alakulását és az ebből eredő konfliktusokat meséli el.
Regényei mellett három novelláskötetet is megjelentetett, valamint lefordította William Shakespeare Hamlet és A vihar című drámáit. Haláláig a világirodalom számos alapművét ültette át anyanyelvére. 1959 és 1974 között egy hat kötetes feröeri mesegyűjteményt adott ki.
Fia, Bárður Jákupsson napjaink egyik legjelentősebb feröeri képzőművésze, a Postverk Føroya művészeti igazgatója.